# Ralf Schumann
Ralf Schumann (Meissen, 10 giugno 1962) è un tiratore a segno tedesco.

## Carriera
Vanta sei partecipazioni ai Giochi olimpici e cinque medaglie consecutive conquistate nel Tiro a segno.
Al momento del suo ritiro era uno degli sportivi vincitori di 5 medaglie olimpiche in una singola specialità (il più titolato al pari dello slittinista Georg Hackl con 3 ori e 2 argenti), record superato nel 2014 dall'italiano Armin Zöggeler. Al 2020 rimane il miglior medagliato ai Giochi olimpici estivi.

## Palmarès
Giochi olimpici
- Argento a Seul 1988 (pistola 25 m)[1]
- Oro a Barcellona 1992 (pistola 25 m)
- Oro ad Atlanta 1996 (pistola 25 m)
- Oro ad Atene 2004 (pistola 25 m)
- Argento a Pechino 2008 (pistola 25 m)

Mondiali
- Bronzo a Suhl 1986 (pistola 25 m)[1]
- Oro a Mosca 1990 (pistola 25 m)[1]
- Bronzo a Milano 1994 (pistola 25 m)
- Oro a Barcellona 1998 (pistola 25 m)
- Oro a Barcellona 1998 (pistola 25 m a squadre)
- Argento a Lahti 2002 (pistola 25 m)
- Oro a Lahti 2002 (pistola 25 m a squadre)